# Пасуљанске ливаде
Пасуљанске ливаде су војни полигон у Србији. Налази се на територији општина Параћин, Деспотовац и Бољевац.
Интервидовски полигон „Пасуљанске ливаде“ је јединица Команде за обуку припадника Војске Србије чија је мисија обезбеђење услова и подршке извођењу колективне обуке јединица Војске Србије и осталих структура система одбране.
У његовом саставу су команда, логистички вод, вод за обезбеђење обуке и вод за обезбеђење објеката.